# Vaca și puiul
Vaca și puiul (engleză Cow and Chicken) este un serial de desene animate american creat de David Feiss pentru Cartoon Network și este al treilea serial Cartoon Cartoons. Serialul prezintă aventurile unei vaci, numită Vaca și fratele ei, un pui numit Puiul. Aceștia sunt de multe ori terorizați de Tipul Roșu, care se deghizează în diverse personaje pentru a-i păcăli.
Ca și Laboratorul lui Dexter și alte seriale de pe Cartoon Network, episodul pilot al acestui serial, „No Smoking”, și-a făcut debutul în anul 1997 în cadrul serialului What a Cartoon!. Mai târziu, în serial au fost introduși Nevăstuica și Babuinul. Aceștia și-au primit propriul serial, Eu sunt Nevăstuică. Vaca, Puiul și Tipul Roșu sunt dublați de o singură persoană, Charlie Adler, preluând vechiul obicei din anii '40 și '50.
Premiera în România a fost în 1998, pe canalul Cartoon Network.

## Despre serial
Vaca și Puiul sunt soră și frate, dar au părinți umani, ale căror fețe nu s-au văzut niciodată în serial. În familia lor există și alte animale, cum ar fi: Vărul Dezosat (care e un pui lipsit de vlagă, ce nu se poate ridica), Băiatul Melc (un melc), Vărul Oaie Neagră și Scroafa (un porc diabolic).

## Personaje

### Personaje principale
- Vaca (Cow) este una dintre personajele principale ale serialului. Este sora în vârstă de 7 ani a Puiului cu o greutate de 600 livre (272 kg). Vaca îl admiră pe Pui, căruia i se adresează cu „frate mai mare”. Este deseori privită de către Pui ca fiind infantilă și stupidă. E singurul personaj care apare în fiecare episod. Îi place să-și bea propriul lapte. Ea are o păturică verde, care o transformă în Super-Vaca, un supererou cu abilitatea de a zbura, atunci când o poartă. Super-Vaca vorbește fluent spaniola și spune atunci când se prezintă: „¡Supercow al rescate!” („Super-Vaca te va salva!”). Are trei animăluțe de pluș pe care le iubește foarte mult.

- Puiul (Chicken) este unul din personajele principale. Este fratele Vacii în vârstă de 11 ani. Este foarte egoist. Are doi prieteni, Flem și Earl. Când Vaca este în pericol și nu are posibilitatea de a deveni Super-Vaca, puiul își ia păturica acesteia și devine Super-Puiul.

- Tipul Roșu (The Red Guy) este un dușman al celor doi frați. Se îmbracă în multe persoane, cum ar fi polițiști, regizori, vânzători etc. Tipul Roșu a fost inițial Diavolul în episodul pilot, „No Smoking”. El nu poartă pantaloni, de aceea face de multe ori bancuri despre pantaloni. Tipul Roșu apare și în desenul înfrățit, Eu sunt Nevăstuică.

- Flem este cel mai bun prieten al puiului. Are buzele groase și roșii. Poartă ochelari, la fel ca tatăl său. Dintre el, Earl și Pui, Flem este cel mai des trimis să îndeplinească anumite sarcini, deoarece este considerat cel mai urât sau cel mai gras. Flem este botezat după unul din vechii prieteni ai lui David Feiss, care nu era prea arătos, dar era cinstit.

- Earl e celălalt cel mai bun prieten al Puiului. Poartă o șapcă roșie, un tricou gri închis și blugi. Are de asemenea aparat dentar. Nu se știe nimic despre părinții acestuia. Împreună cu Puiul și Flem, aceștia formează un grup de prieteni.

- Mama (Mom) este mama celor doi frați, Vaca și Puiul. Acesteia i se văd doar picioarele. Obișnuiește să le dea copiilor săi sfaturi ciudate, cum ar fi „Nu mergeți niciodată goi la carnaval” sau „Nu alergați niciodată într-un amfiteatru în flăcări”. Este sensibilă, cum a fost arătat în episodul în care Puiul o întreabă ce se întâmplă dacă un tip intră în toaleta fetelor, când a început să plângă.

- Tata (Dad) este tatăl Vacii și al Puiului și soțul Mamei. Fratele lui este Profesorul Longhorn Steer. Poartă pantaloni verzi, dar ca și mamei, nu i se văd decât picioarele. Uneori, are tendința sa fie puțin țicnit, asemenea soției sale. De exemplu, odată i-a trezit pe copii la 03:00 AM doar ca să le spună cum s-au întâlnit el și Mama.

- Profesoara (Teacher) este profesoară. Numele ei real nu  este cunoscut, așa că îi se spune simplu Profesoara. Ea le predă Vacii, Puiului, lui Flem și Earl. Are părul roșcat și poartă o rochie portocalie. Aceasta apare și în serialul Eu sunt Nevăstuică, dar nu numai pe post de profesoară.

### Personaje secundare sau văzute numai o dată
- Puiul dezosat este vărul Vacii și al Puiului. Nu are niciun os în corp cu excepția dinților. Din această cauză nu se poate ridica de pe jos și este foarte elastic. A apărut în episoadele „Alive!”, „The Laughing Puddle”, „Dream Date Chicken”, „Boneless Kite” și în episodul pilot, „No Smoking”.

- Bunica este bunica Vacii și a Puiului, din partea mamei. A apărut în episodul „Grandma at the Mall” și în cel pilot, „No Smoking”.

- Tatăl lui Flem este de obicei văzut purtând haine de excursie de vară. Și-a făcut apariția în „The Legend of Sailcat”, „Going My Way?” și „Lost at Sea”. La fel ca și Flem, acesta poartă ochelari.

- Oaia Neagră este vărul Vacii și al Puiului. A apărut o singură dată, în episodul „Black Sheep of the Family”.

- Băiatul Melc este un alt văr al celor doi frați și nepotul Mamei și al Tatălui. A fost văzut doar în „Snail Boy”.

- Scroafa este încă un văr. Este un porc anarhic. A apărut în „Sow and Chicken”.

- Profesorul Longhorn Steer este unchiul Vacii și al Puiului din partea Tatălui. A apărut o singură dată, în episodul „Professor Longhorn Steer”.

## Episoade
| N/o            | Titlu în română                          | Titlu în engleză                           |  |
| -------------- | ---------------------------------------- | ------------------------------------------ |  |
|                |                                          |                                            |  |
| EPISODUL PILOT |                                          |                                            |  |
|                |                                          |                                            |  |
| P1             |                                          | No Smoking                                 |  |
|                |                                          |                                            |  |
| SEZONUL 1      |                                          |                                            |  |
|                |                                          |                                            |  |
| 01             | Excursia la închisoarea Folsom           | Field Trip to Folsom Prison                |  |
| 01             | Baia fetelor                             | The Girls’ Bathroom                        |  |
|                |                                          |                                            |  |
| 02             | Vaca supermodel                          | Supermodel Cow                             |  |
| 02             | O slujbă cu jumătate de normă            | Part Time Job                              |  |
|                |                                          |                                            |  |
| 03             | În viață                                 | Alive!                                     |  |
| 03             | Cine e supervaca?                        | Who Is Supercow?                           |  |
|                |                                          |                                            |  |
| 04             | Confuzie                                 | Confused                                   |  |
| 04             | Zâna Năpârliță                           | The Molting Fairy                          |  |
|                |                                          |                                            |  |
| 05             | Cel mai urât crenvuști                   | The Ugliest Weenie                         |  |
|                |                                          |                                            |  |
| 06             | '                                        | Crash Dive                                 |  |
| 06             | '                                        | Happy Meat                                 |  |
|                |                                          |                                            |  |
| 07             | Bătăușul școlii                          | School Bully                               |  |
| 07             | Mașina timpului                          | Time Machine                               |  |
|                |                                          |                                            |  |
| 08             | Poliția ortodontică                      | Orthodontic Police                         |  |
| 08             | Vaca cu patru ochi                       | Cow With Four Eyes                         |  |
|                |                                          |                                            |  |
| 09             | Instincte de vacă, nu?                   | Cow Instincts, Don’t It?                   |  |
| 09             | Vaca balerină                            | Ballerina Cow                              |  |
|                |                                          |                                            |  |
| 10             | Primul sărut al puiului                  | Chicken’s First Kiss                       |  |
| 10             | Stropește margaretele                    | Squirt The Daisies                         |  |
|                |                                          |                                            |  |
| 11             | Puiul tunde iarba                        | Lawnmower Chicken                          |  |
| 11             | Văcuța îl iubește pe Hemorel             | Cow Loves Piles                            |  |
|                |                                          |                                            |  |
| 12             | Vaca spațială                            | Space Cow                                  |  |
| 12             | Legenda motanului călcat                 | The Legend Of Sailcat                      |  |
|                |                                          |                                            |  |
| 13             | Vânătoare de capete în Oregon            | Headhunting In Oregon                      |  |
| 13             | Regele și regina brânzei                 | The King And Queen Of Cheese               |  |
|                |                                          |                                            |  |
| SEZONUL 2      |                                          |                                            |  |
|                |                                          |                                            |  |
| 14             | Anaconda Fluffy                          | Fluffy, The Anaconda                       |  |
| 14             | Balta cu râsete                          | The Laughing Puddle                        |  |
|                |                                          |                                            |  |
| 15             | Lecții de piraterie                      | Pirate Lessons                             |  |
| 15             | '                                        | Halloween With Dead Ghosts, Coast To Coast |  |
|                |                                          |                                            |  |
| 16             | Sendvici cu limbă                        | Tongue Sandwich                            |  |
| 16             | Întâlnire de vis                         | Dream Date Chicken                         |  |
|                |                                          |                                            |  |
| 17             | Vaca Sumo                                | Sumo Cow                                   |  |
| 17             | Cometa                                   | Comet!                                     |  |
|                |                                          |                                            |  |
| 18             | Rufe murdare                             | Dirty Laundry                              |  |
| 18             | '                                        | Grizzly Beaver Safari                      |  |
|                |                                          |                                            |  |
| 19             | Zmeu dezosat                             | Boneless Kite                              |  |
| 19             | Care a fost primul?                      | Which Came First                           |  |
|                |                                          |                                            |  |
| 20             | [ 3 ]                                    | Buffalo Gals                               |  |
| 20             | Vaca și puiul odihnindu-se               | Cow And Chicken Reclining                  |  |
|                |                                          |                                            |  |
| 21             | Liber înăuntru                           | Free Inside                                |  |
| 21             | '                                        | Journey To The Center Of Cow               |  |
|                |                                          |                                            |  |
| 22             | '                                        | The Karate Chick                           |  |
| 22             | Sala curții                              | Yard Sale                                  |  |
|                |                                          |                                            |  |
| 23             | Întâlnire cu Lance Sackless              | Meet Lance Sackless                        |  |
| 23             | Cine se teme de întuneric?               | Who’s Afraid Of The Dark?                  |  |
|                |                                          |                                            |  |
| 24             | Concurs de chirurgie plastică            | The Bad News Plastic Surgeons              |  |
| 24             | Schimb de studenti                       | The Exchange Student                       |  |
|                |                                          |                                            |  |
| 25             | Copil vedetă                             | Child Star                                 |  |
| 25             | Energie perpetuă                         | Perpetual Energy                           |  |
|                |                                          |                                            |  |
| 26             | Puiul cel rău                            | Bad Chicken                                |  |
| 26             | Stai treaz                               | Stay Awake!                                |  |
|                |                                          |                                            |  |
| SEZONUL 3      |                                          |                                            |  |
|                |                                          |                                            |  |
| 27             | Poate vaca să se joace?                  | Can Cow Come Out and play                  |  |
| 27             | '                                        | Horn Envy                                  |  |
|                |                                          |                                            |  |
| 28             | '                                        | Goin’ My Way?                              |  |
| 28             | Bona                                     | The Baby Sitter                            |  |
|                |                                          |                                            |  |
| 29             | Vaca și musca                            | Cow Fly                                    |  |
| 29             | Unde sunt?                               | Where Am I?                                |  |
|                |                                          |                                            |  |
| 30             | Sergentul cârnăcior                      | Sergeant Weenie Arms                       |  |
| 30             | Scroafa și puiul                         | Sow And Chicken                            |  |
|                |                                          |                                            |  |
| 31             | Eu și câinele meu                        | Me An’ My Dog                              |  |
| 31             | Visul vacii                              | Cow’s Dream Catcher                        |  |
|                |                                          |                                            |  |
| 32             | Bunica la cumpărături                    | Grandma At The Mall                        |  |
| 32             | Puiul în baie                            | Chicken In The Bathroom                    |  |
|                |                                          |                                            |  |
| 33             | Puii nu zboară                           | Chickens Don’t Fly                         |  |
| 33             | Educație fizică                          | P.E.                                       |  |
|                |                                          |                                            |  |
| 34             | Puiul bolnav închipuit                   | Playin’ Hooky                              |  |
| 34             | Buze de pui                              | Chicken Lips                               |  |
|                |                                          |                                            |  |
| 35             | Ziua când m-am născut                    | The Day I Was Born                         |  |
| 35             | Nebunii la fabrică                       | Factory Follies                            |  |
|                |                                          |                                            |  |
| 36             | 101 de utilizări pentru Vacă și Pui      | 101 Uses For Cow And Chicken               |  |
| 36             | Viață inteligentă                        | Intelligent Life?                          |  |
|                |                                          |                                            |  |
| 37             | Ai grijă ce-ți dorești                   | Be Careful What You Wish For?              |  |
| 37             | Pierdut în mare                          | Lost At Sea                                |  |
|                |                                          |                                            |  |
| 38             | '                                        | The Night Of The Ed!                       |  |
| 38             | Plăcinta vacii                           | Cow’s Pie                                  |  |
|                |                                          |                                            |  |
| 39             | Profesorul Juncan                        | Professor Longhorn Steer                   |  |
| 39             | '                                        | A Couple Of Skating Fools                  |  |
|                |                                          |                                            |  |
| SEZONUL 4      |                                          |                                            |  |
|                |                                          |                                            |  |
| 40             | Chachi, domnul focă din gumă de mestecat | Chachi, The Chewing Gum Seal               |  |
| 40             | Oaia neagră a familiei                   | Black Sheep Of The Family                  |  |
|                |                                          |                                            |  |
| 41             | '                                        | The Full Mounty                            |  |
| 41             | '                                        | Mall Cop                                   |  |
|                |                                          |                                            |  |
| 42             | Jucăriile vacii                          | Cow’s Toys                                 |  |
| 42             | '                                        | I Scream Man                               |  |
|                |                                          |                                            |  |
| 43             | '                                        | Cloud Nine                                 |  |
| 43             | Să intre claunii                         | Send In The Clowns                         |  |
|                |                                          |                                            |  |
| 44             | Marea mutare                             | The Big Move                               |  |
| 44             | '                                        | Cow’s Magic Blanket                        |  |
|                |                                          |                                            |  |
| 45             | Băiatul melc                             | Snail Boy                                  |  |
| 45             | Roata pedepsei                           | Penalty Wheel                              |  |
|                |                                          |                                            |  |
| 46             | Vaca invizibilă                          | Invisible Cow                              |  |
| 46             | Monstrul din closet                      | Monster In The Closet                      |  |
|                |                                          |                                            |  |
| 47             | '                                        | Chicken’s Fairy Tail                       |  |
| 47             | Puiul magic                              | Magic Chicken                              |  |
|                |                                          |                                            |  |
| 48             | '                                        | Major Wedgie                               |  |
| 48             | '                                        | The Loneliest Cow                          |  |
|                |                                          |                                            |  |
| 49             | Calul vacii                              | Cow’s Horse                                |  |
| 49             | Majordomul roșu                          | Red Butler                                 |  |
|                |                                          |                                            |  |
| 50             | Vaca e o frumusețe                       | Cow’s A Beauty                             |  |
| 50             | Lecții de pian                           | Piano Lessons                              |  |
|                |                                          |                                            |  |
| 51             | Rață, rață, pui                          | Duck, Duck, Chicken                        |  |
| 51             | Marele Panzini                           | The Great Panzini                          |  |
|                |                                          |                                            |  |
| 52             | '                                        | The Cow And Chicken Blues                  |  |
| 52             | Balada vacii și a puiului                | The Ballad Of Cow And Chicken              |  |
|                |                                          |                                            |  |